# Meister der Sebastiansmartyrien

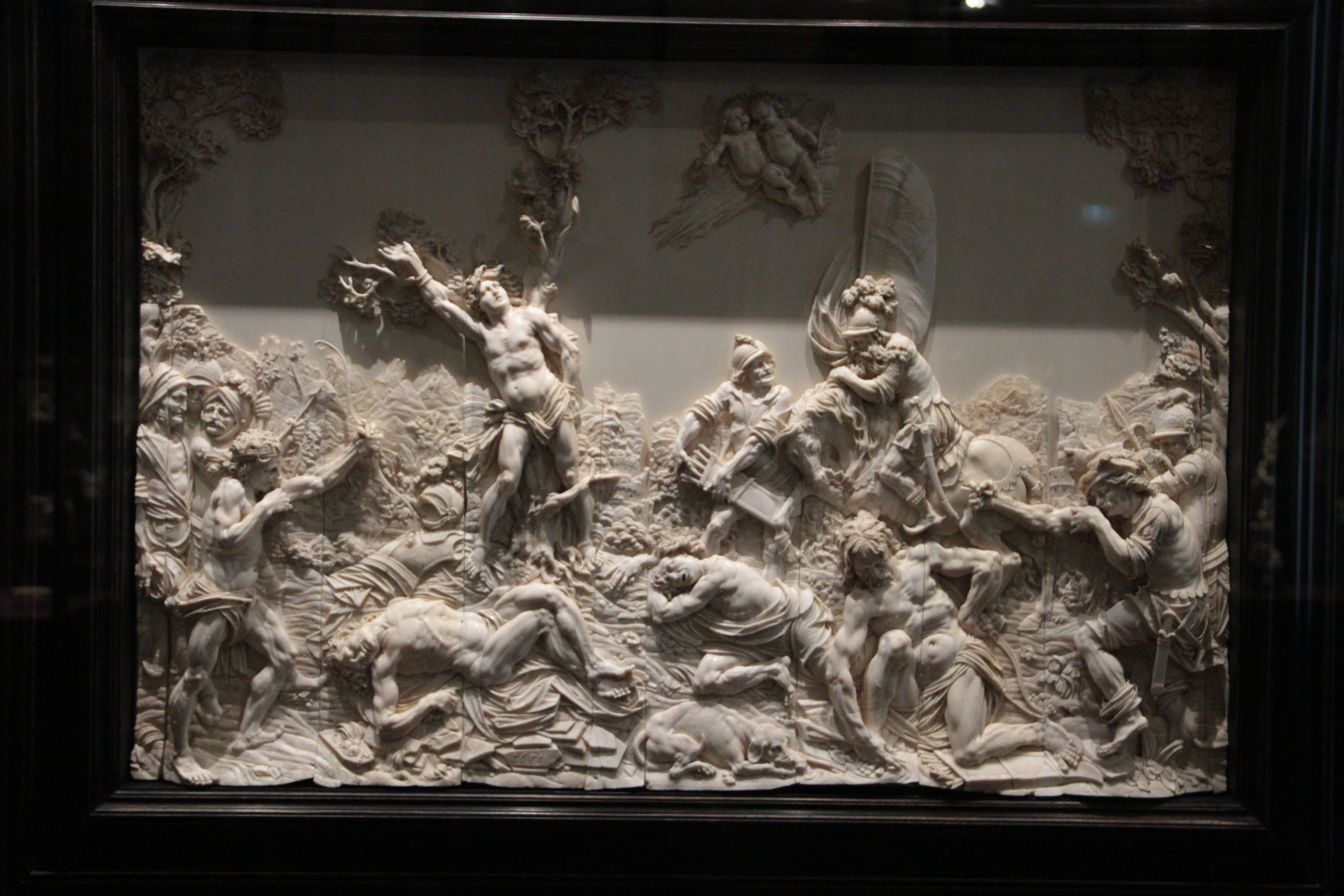
Meister der Sebastiansmartyrien: Relief der Sebastiansmartyrien, 1655, Elfenbein

Als Meister der Sebastiansmartyrien wird der barocke Elfenbeinschnitzer bezeichnet, der um 1655 ein Relief aus Elfenbein geschnitzt hat, das das Martyrium des Heiligen Sebastian darstellt. 
Das 80 Zentimeter breite Relief der Sebastiansmartyrien findet sich heute im Kunsthistorischen Museum Wien. Es stellt das Geschehen sehr realistisch dar. Im Hintergrund werden zahlreiche Nebenmotive in kleinem Detail bearbeitet, die das hohe Können des Künstlers weiter aufzeigen. Der Meister der Sebastiansmartyrien schuf ein Werk, das zahlreiche seiner Nachfolger beeinflusste.
Zusammen mit den Werken von Adam Lenckhardt, dem Kammerbildhauers des Fürsten Karl Eusebius von Liechtenstein ist die Arbeit des Meisters der Sebastiansmartyrien ein Beispiel aus der Blütezeit der Elfenbeinplastik in Wien. Die Stadt hatte sich während der Regierungszeiten des Fürsten von Liechtenstein und von Kaiser Leopold I. seit 1640 zu einem Zentrum der barocken Elfenbeinschnitzerei entwickelt. Das lässt sich auch an den zahlreichen Plastiken des Furienmeisters aus dem 17. Jahrhundert erkennen.
Dem Meister der Sebastiansmartyrien können weitere Werke aus Elfenbein zugeschrieben werden, wie der Deckelpokal mit der Geschichte von Albuin und Rosamunde oder der aus Elfenbein und vergoldetem Silber gefertigte Herkuleshumpen. Diese sind ebenfalls in Wien zu finden. Weiter wird dem Meister ein Figurenpaar zugeschrieben, das Hercules und Achelous darstellt und das sich heute im Metropolitan Museum of Art in New York findet.